# Соєвий соус

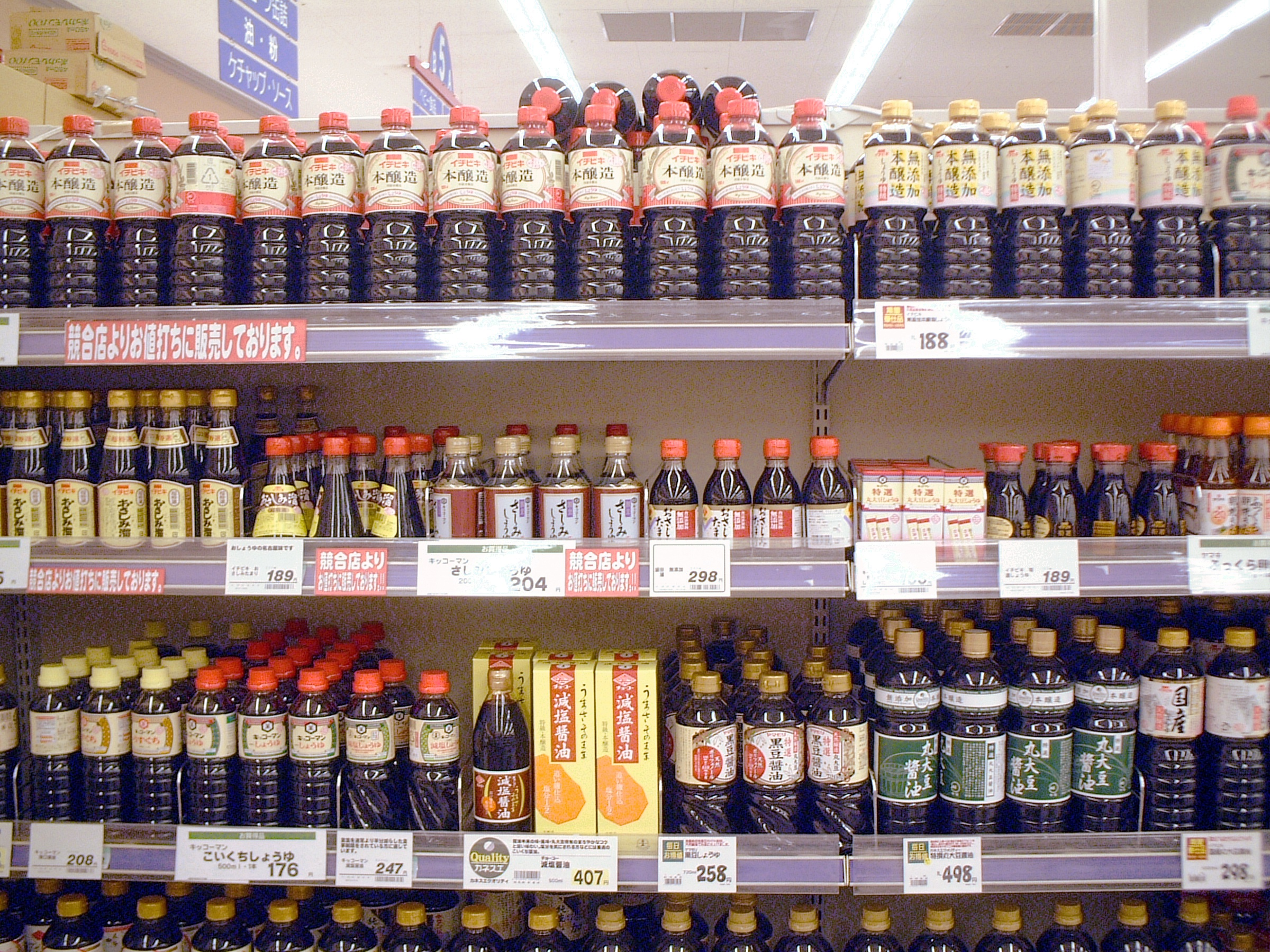
Пляшки соєвого соусу в Японії.

Со́євий со́ус (яп. 醤油, しょうゆ, сьою, кит.: 酱油) — один з важливих компонентів азійської кухні, продукт бродіння (ферментації) соєвих бобів під комбінації кількох мікроорганізмів (бактерій роду Lactobacillus, грибків виду Aspergillus oryzae). Є рідиною дуже темного кольору з характерним різким запахом.

## Короткі відомості
Для приготування соєвого соусу соєві боби відварюють у воді або на пару до м'якого стану, після чого їх змішують з борошном, приготованим з обсмажених ячмінних або пшеничних зерен. Після підсолювання отриману суміш піддають бродінню (ферментації) тривалістю від 40 днів до 2–3 років. Від терміну бродіння залежить насиченість кольору соусу. Готовий соус має сильні асептичні властивості і, як правило, не потребує консервантів навіть для тривалого зберігання.
Містить безліч мінеральних елементів, вітамінів і амінокислот. За рахунок похідних глютамінової кислоти має властивість яскраво підкреслювати смак страв. Є відомості, що соєвий соус має деякі антиоксидантні властивості.
Хоча соєвий соус має великий строк придатності, його може вразити цвіль, якщо не закрити кришку пляшки. У такому випадку вживати соус не рекомендують.